# 元老院

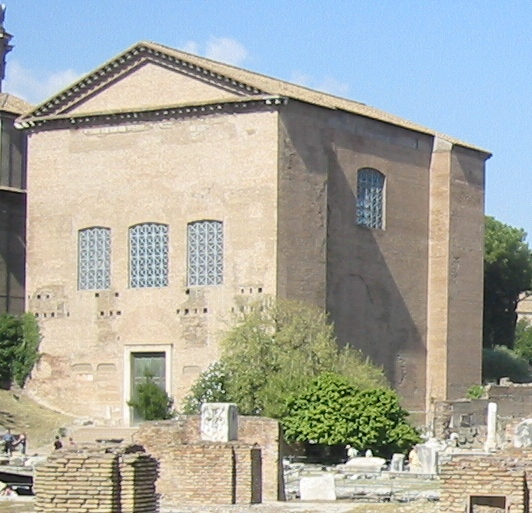
フォロ・ロマーノに復元されたローマ時代の元老院議事堂「クリア・ユリア」

元老院（げんろういん、羅: senatus）は、王政ローマにおける王の助言機関、また、後の共和政ローマにおける統治機関、更に、後のローマ帝国皇帝の諮問機関を指す語である。また現在では、多くの国が上院の呼称に用いる語でもある。senatusに由来する名称の機関は必ずしも「元老院」と訳されるわけではないが、本項では便宜上「元老院」と表記する。

## 語源と歴史

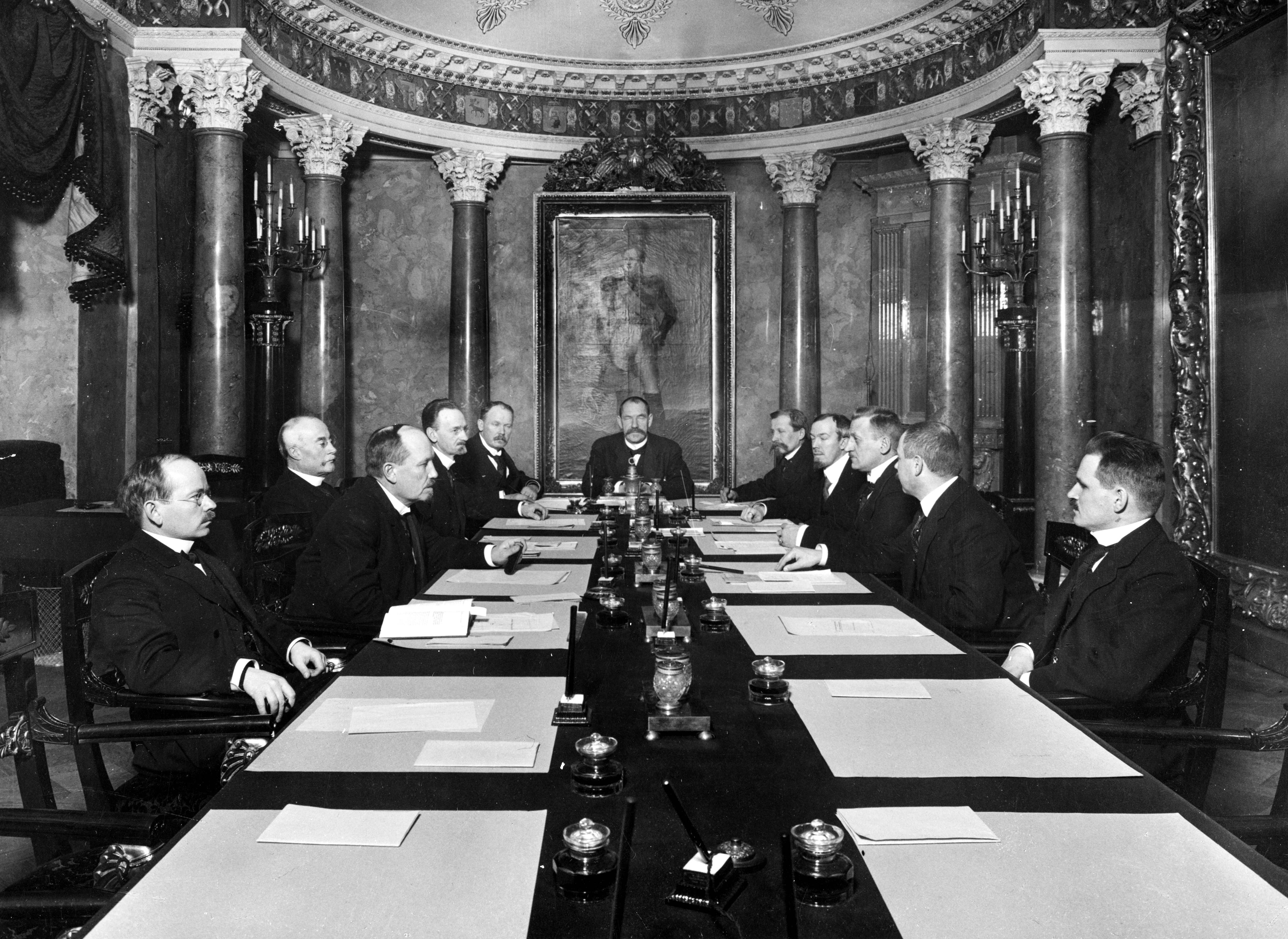
1917年のフィンランド上元老院。最初の議長であるペール・スヴィンヒュー（写真中央）が首相の座についた。

古代ローマでは、初代ロームルス王以来、多くの一族を抱える有力者をもって「貴族（パトリキ）」として終身の「元老院」を構成させ、王の「助言機関」とした。これが最初の「元老院」である。ラテン語で「老いた者」を意味する senex が語源で、ここから派生した senatus「年長者」という語が「年長者会議」という意味で使われるようになった。
前509年、王制が打倒されたあとの共和政ローマでは、元老院が実質的な統治機関となった。
ローマの元老院は、紀元前27年の帝政移行後も存続したが、次第に権限が縮小され、正当な皇帝を承認する機関へ、そして、皇帝の諮問機関へと、段階的に性格を変えていった。ローマの元老院は7世紀ごろに姿を消したが、ローマの元老院を模して設けられたコンスタンティノポリスの元老院は1453年の東ローマ帝国滅亡まで存続した。
西欧が経験した唯一の共和政体が共和政ローマであり、貴族の権威によらない合議制の統治機関として西欧が知る唯一の実例がローマの元老院だったことから、西欧世界において senatus が各国語に変化した語（下記「各国の例」を参照）が「合議制による国家の意思決定機関」、または「高い権威を持った合議制の国家機関」を表す普通名詞と化した。
その後、中世のポーランド王国（ポーランド・リトアニア共和国）、ヴェネツィア共和国、フィレンツェ共和国、などに共和政体ないし貴族共和政体が成立すると、その統治機関にも「元老院」の名称が用いられた。ヴェネツィアやフィレンツェの機関は「参事会」と訳されることが多く、ポーランドの機関は「元老院」と訳されるかそのまま「セナト」と呼ばれる。また、東ローマ帝国の皇帝権を継承する形で成立したロマノフ朝のロシア帝国では、ピョートル1世が諮問機関として設置した機関に「元老院」の名称を用いている。そして、近世になり、体系的な国家構造と将来展望をもつ初の近代的共和国としてアメリカ合衆国が独立すると、その議会に旧・宗主国イギリスの両院制を取り入れながらも、その「貴族院・庶民院」という名称を改めて「元老院・代議院」として現在に至っている。
この結果、現在でも古代ローマを源泉とする西欧文明を継承する国々、中でも英・仏・西・米の旧・宗主国や、その旧・植民地に20世紀になってから独立した国のほとんどが、上院の正式名称に「元老院」を用いるに至っている。
なお、日本でも江戸時代まで、組織の幹部の肩書きに「おとな」「年寄」といった年長者を意味する語を当てることが多かった。幕府の政策決定者を「老中」や「大老」と呼んだり、大相撲の親方のことを「年寄」と呼ぶといった例がある。明治維新後の太政官制では、1875年に設置された立法諮問機関のことを「元老院」と呼んでいた。

## 主な元老院

### 各国の例
それぞれの正式名称を日本語訳と原語とで挙げた（原語が複数の国は、公用語が複数の国）。なお、日本の新聞やニュースでは、これら外国の元老院を全て一律に「上院」と呼んでいる。日本の外務省も一律に上院と当て表記するが、正式・統一的なものでなく、国会で議員がsenate（特にフランスのSénat）に「元老院」と当て発言する事例をみることができる。米国の場合、合衆国憲法の日本語訳にあたって「元老院」を当てることが多い。
アメリカ
合衆国元老院
英：the United States Senate
なお、各州の州議会にも元老院が存在する。
ドイツ
ドイツではベルリン、ブレーメン、ハンブルクなどの一市単独で構成される州にはSenatと呼ばれる機関が存在するが、中央政府や他州の内閣に相当する合議制行政庁であり、市参事会と訳されることが多い。なお、かつてバイエルン州議会にはSenatが上院として置かれていた。
カナダ
元老院
英：the Senate of Canada、仏: le Sénat du Canada
メキシコ
共和国元老院
西：el Senado de la República
フィリピン
元老院
英：The Senate of the Philippines、比: Senado ng Pilipinas
フランス
元老院
仏：le Sénat
スペイン
元老院
西：el Senado de España
イタリア
元老院
伊：Il Senato della Repubblica Italiana
ポーランド
ポーランド共和国元老院
波：Senat Rzeczypospolitej Polskiej
アイルランド
シャナズ・エアラン
愛：Seanad Éireann
ブラジル
連邦元老院
葡：Senado Federal
タイ
元老院
泰：วุฒิสภาไทย
マレーシア
元老院
馬：Dewan Negara
レソト
元老院
ソト語: Senate ea Lesotho
チリ
元老院
西：el Senado de la República
カメルーン
元老院

### 過去の例
共和政ローマおよび古代ローマ帝国
元老院（senatus） - 紀元前509年の王制打倒から存在した執政官の諮問機関。
東ローマ帝国
コンスタンティノポリス元老院 - ローマの元老院を模してコンスタンティノポリスに設けられた皇帝の諮問機関。850年代まで存在した。
ロシア帝国
元老院 (ロシア帝国) - 1711年にピョートル1世によって設けられた国家権力と法律の最高機関。
日本
元老院 (日本) - 1875年から1890年にかけて存在した、数十人の元老院議官で構成される立法諮問機関。